# 約翰·亞西頓
約翰·大衛·亞西頓（英語：John David Ashton，1948年2月22日—2024年9月26日），美國男演員，知名演出作品如《比佛利山超級警探》（1984年）、《他們的故事》（1987年）、《比佛利山超級警探2：轟天雷》（1987年）、《午夜狂奔》（1988年）、《失蹤人口》（2007年）和《比佛利山超級警探：艾索·福里》（2024年）。

## 早期生活
約翰·亞西頓生於马萨诸塞州斯普林菲尔德，曾就讀於俄亥俄州的反抗學院，後畢業於南加州大学。也曾就讀康乃狄克州恩菲爾德的恩菲爾德高中。

## 個人生活
亞西頓1968年與第一任妻子維多利亞·瑪麗·朗恩（Victoria Marie Runn）結婚：他們於1970年離婚。1976年娶了第二任妻子布里吉·艾莉森·貝克（Bridget Baker-Ashton）：夫妻於2001年離婚。亞西頓有兩個孩子，兩任妻各生一個，其中一個女兒來自第一段婚姻。2024年9月26日，亞西頓在科羅拉多州科林斯堡在家中去世，享壽76歲。

## 外部連結
- 官方网站
- 約翰·亞西頓在互联网电影资料库（IMDb）上的資料（英文）